# Лиллуэты

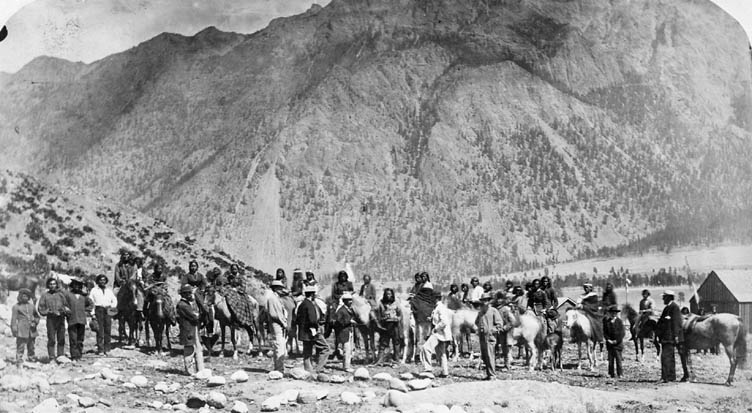
Лиллуэты, 1865 г.

Лиллуэты (англ. Lillooet) — один из индейских народов культурного ареала Плато, проживающий в канадской провинции Британская Колумбия. Были одним из четырёх основных народов Плато в Британской Колумбии, являются частью этнологической и лингвистической группы внутренних салишей. 

## Язык
Язык лиллуэтов относится к салишской языковой семье и имеет два диалекта: верхний и нижний. Несмотря на то, что основная часть народа перешла на английский, на нём ещё говорят около 315 человек.

## История
Первым европейцем, который исследовал земли верхних лиллуэтов в 1808 году, был Саймон Фрейзер. В 1812 году Компания Гудзонова залива основала на их территории первый торговый пост.
Нижние лиллуэты повстречали первых белых людей позднее, в 1827 году. Во время золотой лихорадки в районе реки Томпсон в середине XIX века тысячи шахтёров наводнили земли лиллуэтов. В это же время на их территории появились первые миссионеры. Основной маршрут золотоискателей проходил по реке Лиллуэт, через земли лиллуэтов, и в 1862 году, от принесённой белыми оспы, вымирали целые деревни.
После того, как была образована провинция Британская Колумбия, для лиллуэтов были созданы несколько резерваций, которые были расположены на их традиционной территории.

## Группы
Лингвистически, географически и культурно лиллуэты подразделялись на две группы, каждая из которых состояла из двух ветвей:
- Верхние лиллуэты в свою очередь, подразделялись на:
  - Лиллуэты реки Фрейзер — обитали в районе реки Фрейзер, к западу и к югу от шусвапов и частично смешались с ними, особенно в районе Павильон-Крик.
  - Озёрные лиллуэты — проживали вокруг озёр Андерсон и Сетон, позднее сформировали третью, отдельную группу[2].
- Нижние лиллуэты делились на:
  - Речные лиллуэты — обитали в низовьях реки Лиллуэт.
  - Пембертон — проживали вокруг озера Лиллуэт, в районе Пембертон-Медоуз и верховьях реки Лиллуэт. Были наиболее многочисленной группой лиллуэтов.

## Население
По оценке Джеймса Муни лиллуэты по состоянию на 1780 год составляли 4000 человек. В отчете Канадского управления по делам индейцев за 1904 год указывается 978 лиллуэтов, но вероятно это неполные данные, поскольку оценка Тейта примерно на то же время составляет 900 нижних лиллуэтов и 700 верхних лиллуэтов, всего около 1600 человек.
В 2014 году, согласно подсчётам Культурного совета первых людей (англ. First Peoples' Cultural Council), лиллуэты составляли 6670 человек.